# Jokey-Polka
Jokey-Polka (Polka du jockey) est une polka au rythme de galop de Josef Strauss.

## Histoire
Josef Strauss est un fan de courses de chevaux et compose souvent des compositions basées sur ces dernières, comme la polka rapide Carrière (Op. 200). Cette pièce est la sixième des dernières œuvres de Josef.
Elle est jouée pour la première fois le 17 février 1870 au bal de charité de Blümenzaal. Le 13 mars de la même année, les trois frères Strauss donnent un concert au Golden Hall du Musikverein de Vienne. Parmi les représentations ce jour-là, c'est la Jockey-Polka de Josef qui reçoit des applaudissements particuliers.

## Interprétations notables
La pièce est jouée lors du célèbre concert du nouvel an à Vienne : 
- en 1943, sous la direction de Clemens Kraus ;
- en 1946, sous la direction de Josef Krips ;
- en 1948, sous la direction de Clemens Kraus ;
- en 1956, 1959, 1962, 1965, 1966, 1971, 1972 et 1977, sous la direction de Willi Boskovsky ;
- en 1985, sous la direction de Lorin Maazel ;
- en 1989 et 1992, sous la direction de Carlos Kleiber ;
- en 1996, sous la direction de Lorin Maazel ;
- en 2012, sous la direction de Mariss Janson ;
- en 2024, sous la direction de Christian Thielemann.